# Südlicher Rotenmannkopf
Le Südlicher Rotenmannkopf est une montagne qui s’élève à 3 119 m d’altitude dans les Hohe Tauern, en Autriche.